# Alfredo Challenger
Alfredo Challenger-Calix (ur. 21 sierpnia 1979 na Kajmanach) – kajmański piłkarz grający na pozycji pomocnika w tamtejszym Latinos FC, reprezentant kraju.

## Kariera klubowa
Challenger w Latinos FC gra od 2004 roku. W tym samym roku wraz z drużyną Challenger sięgnął po mistrzostwo Kajmanów. W sezonie 2006/2007 razem z Latinos zdobył Puchar Kajmanów.

## Kariera reprezentacyjna
Challenger w reprezentacji Kajmanów zadebiutował w 2004 roku. Od tego czasu łącznie w reprezentacji rozegrał 4 mecze, jednak w żadnym z nich nie udało mu się trafić do siatki.